# 창조리
창조리(倉租利, ?~?)는 고구려의 관리로 봉상왕, 미천왕 대의 인물이다. 삼국사기에 열전이 실려 있다.

## 생애
창조리는 남부 출신으로, 봉상왕 3년인 294년 국상 상루(尙婁)가 죽었을 때 대사자(大使者)의 직위에 있었다. 이때 상루의 뒤를 이어 국상이 되었고, 작위는 대주부(大主簿)가 되었다.
당시 고구려는 선비족 모용부의 수장 모용외의 침략에 시달리고 있었다. 봉상왕 5년인 296년에는 고국원(故國原)까지 침입하여 서천왕의 무덤을 파내려고 시도하기까지 했다. 이에 봉상왕은 창조리를 불러 대책을 논의하였다. 이에 창조리는 "북부의 대형(大兄) 고노자(高奴子)가 어질고 용감하다"고 답했다. 이에 왕이 고노자를 동북부 변경의 신성(新城)의 태수로 삼자 모용외는 침략을 멈추었다.
모용외로부터 안전해진 다음부터 고구려에는 이상한 일들이 벌어졌다. 봉상왕 7년인 298년 가을에는 우박이 내려 농사를 망쳤으며, 이듬해 가을에는 귀신이 출몰하고 객성(客星)이 달을 가렸다. 이러한 상황에서도 봉상왕은 궁궐을 개축하고 자신의 조카 을불(乙弗)을 죽이려 하는 등의 행위로 신하들의 불만을 샀다.
봉상왕 9년인 300년에도 괴이한 일은 계속되었다. 정월부터 지진이 나고, 6개월 동안 비가 내리지 않았다. 8월이 되자 왕은 15세 이상의 남녀를 뽑아 궁실을 수리하였는데, 이로 인해 백성들의 생활이 더욱 더 궁핍해졌다.
이에 창조리는 백성이 도탄에 빠진 상황에서 토목 공사를 진행하는 것은 군왕의 도리에 어긋나는 행위라고 간하였다. 이에 왕은 "임금은 백성을 우러러 보는 자리인데, 궁궐이 화려하지 않으면 무엇으로 위엄을 보이겠는가?"라고 답했다. 그러고는 오히려 자신을 비판하여 백성들의 신망을 얻고자 함이냐고 되물었다. 이에 창조리는 다시금 "임금이 백성을 불쌍히 여기지 않으면 어진 임금이 아니요, 신하가 임금에게 간하지 않으면 충신이 아닙니다."라고 답했다. 이에 왕은 웃으며 "그대는 백성을 위해 죽고자 하는가?"라며 창조리의 말을 무시했다.
왕의 마음을 돌릴 수 없음을 안 창조리는 다른 대소신료들과 폐위를 논의하였다. 논의 끝에 을불을 새 왕으로 세우기로 하고 창조리는 북부의 조불(祖弗)과 동부의 소우(蕭友)를 파견하여 을불을 찾게 하였다. 을불은 처음에 거절하였으나 이들의 설득에 결국 창조리를 찾아 왔다. 창조리는 일단 그를 숨겨 두고 지지파를 모으기 시작하였다.
9월이 되자 봉상왕은 신하들과 함께 사냥을 떠났다. 이때 창조리가 "나와 뜻을 같이 하는 자는 나를 따라 하여라."라고 선언하며 갈대잎을 관에 꽂았다. 그러자 모두들 이를 따랐다. 자신의 지지세력을 확인한 창조리는 봉상왕을 별실에 가두고 을불을 맞아 옥새를 바치고 왕위에 오르게 하였다.

## 같이 보기
- 삼국 시대
- 고구려
- 미천왕

## 참고 자료
- 삼국사기 고구려본기 봉상왕조 [깨진 링크(과거 내용 찾기)]
- 삼국사기 고구려본기 미천왕조 [깨진 링크(과거 내용 찾기)]
- 삼국사기 창조리 열전 [깨진 링크(과거 내용 찾기)]